# Клюева, Татьяна Николаевна
Татья́на Никола́евна Клю́ева (Га́гина) (род. 25 августа 1951, Москва) — советская актриса, прославившаяся ролью Варвары-красы в фильме-сказке Александра Роу «Варвара-краса, длинная коса».

## Биография
Родилась в Москве. Будучи школьницей, дебютировала в эпизоде в фильме Александра Митты «Звонят, откройте дверь».
Во время съёмок ленты «Звонят, откройте дверь» на неё обратил внимание киевский режиссёр Евгений Шерстобитов. Она вспоминала: "Мне было 10 лет, и в кадре я произносила какую-то речёвку. Когда съёмки у Митты подходили к концу, на студии появился занятный человек, который постоянно приставал с вопросами: «Девочка, а ты умеешь плавать? А кататься на велосипеде? А хочешь ли в кино сниматься?». Благодаря ему её и утвердили на главную роль в картине «Акваланги на дне», снимавшуюся в Судаке.
Когда Татьяна училась в 10-м классе, Александр Роу пригласил её на пробы в свою сказку «Огонь, вода и медные трубы». Однако она выглядела младше своего возраста и утвердили Наталью Седых. Роу пообещал снять Татьяну в своей следующей картине и в 1968 году пригласил на фильм-сказку «Варвара-краса, длинная коса», которая принесла ей Всесоюзную известность.
Окончила ГИТИС в 1974 году. Однако от карьеры киноактрисы отказалась, вышла замуж за морского офицера, сменила фамилию и уехала в Севастополь. Работала завклубом таксопарка, в бюро знакомств, торговала на рынке.
Была председателем Севастопольского представительства Союза кинематографистов России.
В 2015 году возглавила Императорский фонд сохранения исторического и культурного наследия в Севастополе и Крыму.

## Семья
- Первый муж (студенческий брак) — актёр Тимофей Спивак (1947—2022).
- Второй муж — Дмитрий Степанович Гагин (1951—2021), морской офицер, капитан 1-го ранга.
  - Сын Ян Дмитриевич Гагин (род. 1976), усыновлённый вторым мужем актрисы, получил юридическое образование, в дальнейшем работал в сфере безопасности, участник «Русской весны» 2014 года, позднее — советник председателя правительства ДНР.

## Фильмография
1. 1965 — Звонят, откройте дверь — школьница в актовом зале
2. 1965 — Акваланги на дне — Оксана
3. 1967 — Шестое лето
4. 1969 — Варвара-краса, длинная коса — Варвара-краса
5. 1973 — Самый сильный — Гюльчек
6. 1976 — Встретимся у фонтана — Рая, шеф-повар
7. 1981 — Пора красных яблок — Хадижа
8. 1981 — Яблоко на ладони — Люся, продавщица
9. 1988 — За кем замужем певица? — Вероника Шустрова
10. 1994 — Царевна — тётка
11. 1995 — Остров любви (Фильм 8 «Заложники») — Варвара Карповна Сухобриева, мать